# Левинска Олешњица
Левинска Олешњица (чеш. Levínská Olešnice) је насељено мјесто са административним статусом сеоске општине (чеш. obec) у округу Семили, у Либеречком крају, Чешка Република.

## Становништво
Према подацима о броју становника из 2014. године насеље је имало 363 становника.